# Rio Farias (vattendrag i Brasilien, Paraná)
Rio Farias är ett vattendrag i Brasilien.   Det ligger i delstaten Paraná, i den södra delen av landet, 1 200 km söder om huvudstaden Brasília.
I omgivningarna runt Rio Farias växer i huvudsak städsegrön lövskog. Runt Rio Farias är det glesbefolkat, med 8 invånare per kvadratkilometer.